# 伊特罗德尔卡斯蒂略
伊特罗德尔卡斯蒂略，是西班牙卡斯蒂利亚-莱昂布尔戈斯省的一个市镇。总面积17平方公里，总人口121人（2001年），人口密度7人/平方公里。